# Diplazium
Diplazium é um género de pteridófitos da família  Athyriaceae que agrupa cerca de 980 espécies entre aceites e sinonímias.

## Espécies selecionadas
- Diplazium aberrans Maxon & C.V. Morton
- Diplazium agyokuense Tagawa
- Diplazium alienum (Mett.) Hieron.
- Diplazium altissimum (Jenman) C. Chr.
- Diplazium altum (Copel.) C. Chr.
- Diplazium amamianum Tagawa
- Diplazium ambiguum Raddi